# Pseudathyma
Pseudathyma är ett släkte av fjärilar. Pseudathyma ingår i familjen praktfjärilar.
Kladogram enligt Catalogue of Life:
| Pseudathyma | \| \| Pseudathyma callina \| \| \| \| \| \| Pseudathyma expansa \| \| \| \| \| \| Pseudathyma falcata \| \| \| \| \| \| Pseudathyma jacksoni \| \| \| \| \| \| Pseudathyma lucretioides \| \| \| \| \| \| Pseudathyma neptidina \| \| \| \| \| \| Pseudathyma nzoia \| \| \| \| \| \| Pseudathyma plutonica \| \| \| \| \| \| Pseudathyma sibyllina \| \| \| \| |
|             | \| \| Pseudathyma callina \| \| \| \| \| \| Pseudathyma expansa \| \| \| \| \| \| Pseudathyma falcata \| \| \| \| \| \| Pseudathyma jacksoni \| \| \| \| \| \| Pseudathyma lucretioides \| \| \| \| \| \| Pseudathyma neptidina \| \| \| \| \| \| Pseudathyma nzoia \| \| \| \| \| \| Pseudathyma plutonica \| \| \| \| \| \| Pseudathyma sibyllina \| \| \| \| |
|             | Pseudathyma callina |
|             | |
|             | Pseudathyma expansa |
|             | |
|             | Pseudathyma falcata |
|             | |
|             | Pseudathyma jacksoni |
|             | |
|             | Pseudathyma lucretioides |
|             | |
|             | Pseudathyma neptidina |
|             | |
|             | Pseudathyma nzoia |
|             | |
|             | Pseudathyma plutonica |
|             | |
|             | Pseudathyma sibyllina |
|             | |

## Bildgalleri

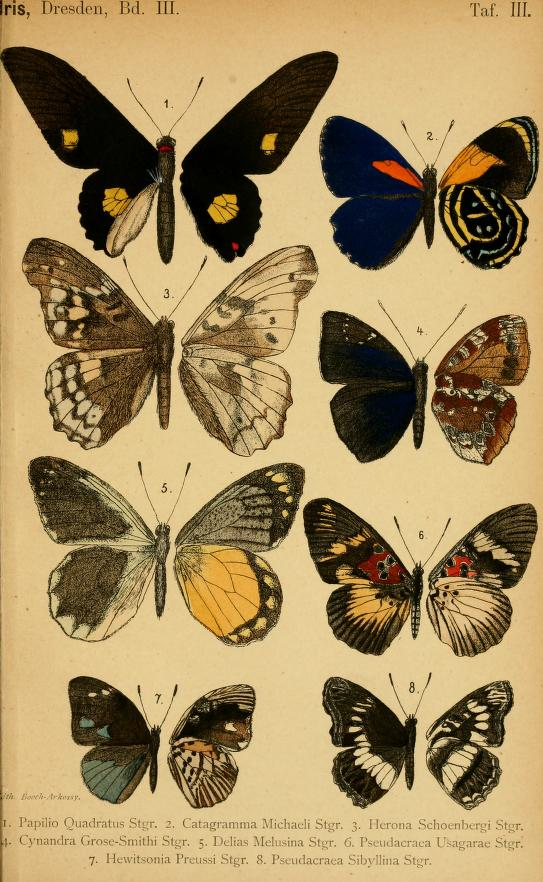
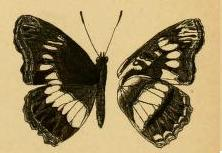